# Ribalonga (Carrazeda de Ansiães)
Ribalonga is een plaats (freguesia) in de Portugese gemeente Carrazeda de Ansiães en telt 115 inwoners (2001).